# Police Academy 7 – Mission in Moskau
Police Academy 7 – Mission in Moskau (Originaltitel: Police Academy: Mission to Moscow) ist ein US-amerikanischer Spielfilm aus dem Jahr 1994. Er ist der siebte Teil der Police-Academy-Serie und folgte erst fünf Jahre nach seinem Vorgänger. Nur noch wenige Figuren der ersten sechs Filme sind dabei. Er ist der letzte Film der Reihe und gilt als der schlechteste. 

## Handlung

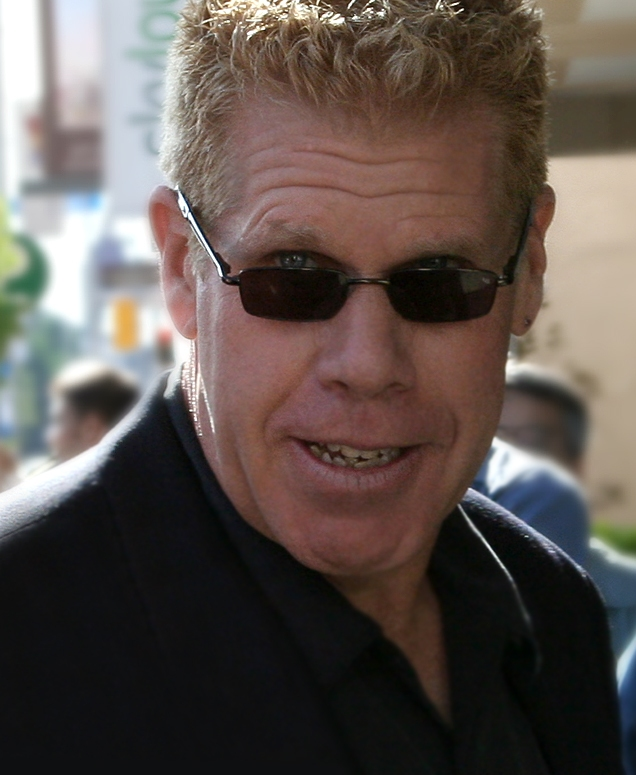
Spielt den Bösewicht Konstantine Konali: Ron Perlman, hier 2006 beim Toronto International Film Festival

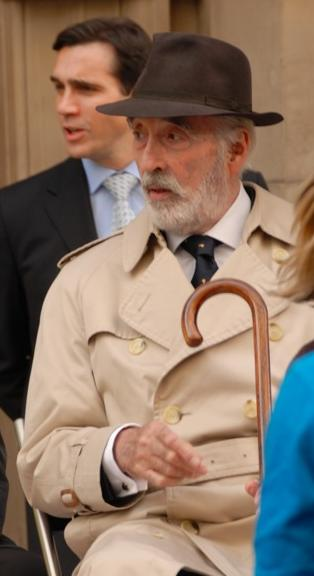
Als Polizeichef von Moskau zu sehen: Christopher Lee (hier im Jahr 2007)

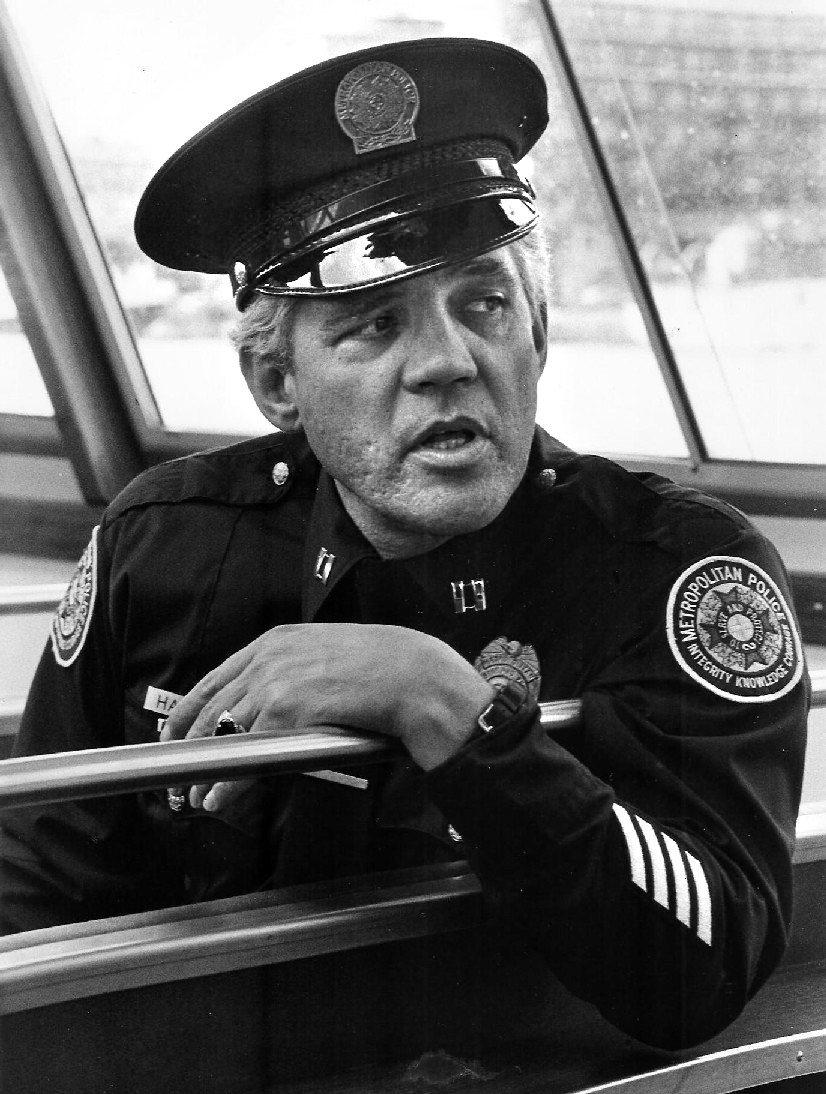
Einer der wenigen verbliebenen Schauspieler der Kernbesetzung: G.W. Bailey

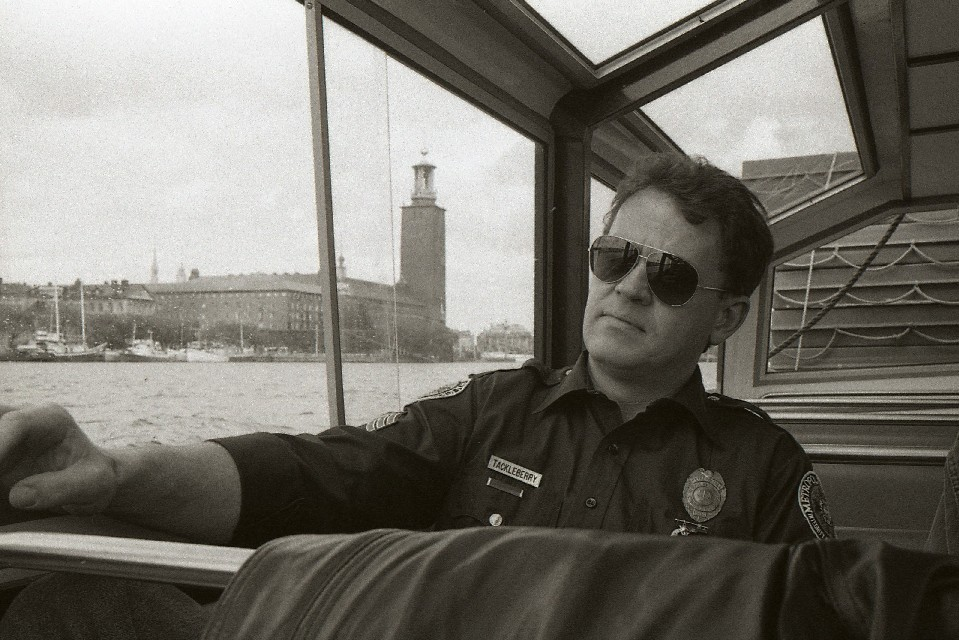
David Graf, einer der drei Schauspieler, die in allen sieben Filmen mitspielten

Das Computerspiel The Game ist weltweit sehr erfolgreich und wird vom russischen Geschäftsmann und der landesweit bekannten Figur der Unterwelt Konstantine Konali vertrieben, der sich bisher immer der Strafverfolgung entziehen konnte. Konali beabsichtigt, seine Macht weiter auszubauen. Boris Jelzin ist über diesen Zustand sehr erbost und weist Commandant Rakov, den Polizeichef von Moskau, an, das Problem zu lösen. Rakov wendet sich an Commandant Lassard, den Chef der Polizeischule in einer amerikanischen Großstadt, weil Konali dort schon aktiv war.
An dem Einsatz in Moskau sollen teilnehmen:
- Commandant Lassard
- Captain Harris
- Captain Callahan
- Sergeant Tackleberry
- Sergeant Jones
- Kadett John Webster

Letzterer ist Klassenbester, hat, obwohl erst Kadett, einige Auszeichnungen erhalten und soll als Forensikexperte teilnehmen. Er wird jedoch von dem Kadetten Kyle Connors durch eine verunglückte Computerspielerei von der Liste gestrichen. Stattdessen steht nun Connors selbst auf der Liste, obwohl er eigentlich wegen seiner Höhenangst gerade von der Akademie geflogen ist. So erhält Connors vom Kommandanten nicht wie erwartet seine Entlassungspapiere, sondern wird Teil des Teams, das nach Moskau fährt.
Lieutenant Talinsky, der die Einheit für organisierte Kriminalität bei der Moskauer Polizei leitet, soll sich um die amerikanischen Polizisten kümmern. Die attraktive Polizistin Katrina, von der Connors sofort angetan ist, soll als Übersetzerin fungieren.
Beim Einsteigen in die Autos kommt es zu einer Verwechslung: Lassard setzt sich versehentlich in den Wagen einer russischen Trauergemeinde, die er für die Familie von Commandant Rakov hält. Talinsky kann ihn nicht mehr aufhalten. Lassard fährt mit der Familie zu einer Beerdigung und verbringt auch die nächsten Tage mit ihnen. Er ist ahnungslos, da er sich mit seinen Gastgebern auch nicht verständigen kann.
Talinsky versucht Lassards Abwesenheit zu vertuschen, da er für ihn verantwortlich ist und sein Abhandenkommen nicht verhindern konnte. Er beauftragt einen Gepäckträger des Hotels, die anderen Amerikaner mit einem Trick von dem Zimmer fernzuhalten. Für Talinsky sind die amerikanischen Polizisten ohnehin unerwünscht und er will sie schnellstmöglich wieder loswerden.
Konali plant seinen nächsten Coup und beauftragt den Programmierer Adam Sharp, ein neues Spiel, The New Game genannt, zu programmieren, das ihm durch ein integriertes Spähprogramm heimlich Zugriff auf sämtliche Computersysteme der Welt geben soll. Die amerikanischen Polizisten stören die Arbeit der Handlanger Konalis und ermitteln in seinem Umfeld. Er gibt daher den Auftrag, sie zu ermorden. Seine Leute versuchen, Jones beim Besuch im Gorki-Park zu erschießen, was aber fehlschlägt.
Bei einem Undercover-Einsatz in einem Casino ist Konali von der als Sängerin auftretenden Callahan verzaubert und verabredet sich mit ihr. Connors gelingt es, Konali zu beeindrucken und wird von ihm angeheuert. Er wird in Konalis Lagerhaus eingesetzt und entdeckt dabei Adam, der ihm von The New Game erzählt. Das Spiel ist nahezu fertig.
Ein von Konali zugespielter Tipp über eine Geldübergabe während einer Ballettaufführung im Bolschoi-Theater stellt sich als falsch heraus. Die Aktion endet im Chaos. Rakov ist sehr erbost, und die Polizisten sollen das Land verlassen. Bei der Abreise wird Callahan von Konalis Schergen entführt. Es gelingt ihnen mittels eines Peilsenders, dem Wagen zu folgen.
Konali stellt Callahan zur Rede. Als er erfährt, dass die Polizei The New Game schon verwendet, fährt er zu seinem Lagerhaus, um dort den Zugriff zu testen. Die anderen stürmen das Gebäude und finden die Wahrheit über das Spiel heraus. Konali überwältigt jedoch Captain Harris und kann fliehen. In seinem Restaurant trifft er zufällig auf Lassard. Er glaubt, Lassard wolle ihn angreifen und beginnt einen Fechtkampf, den Lassard aber gewinnt.
In einer feierlichen Zeremonie wird Lassard ein Orden überreicht und der Sieg gefeiert.

## Entstehung
Der Film war einer der ersten US-amerikanischen Filme, die in Zusammenarbeit mit der ehemaligen Sowjetunion gedreht wurden. Daher konnten die Dreharbeiten größtenteils an Originalschauplätzen in Moskau selbst stattfinden. Dieser ungewöhnliche Umstand sorgte dafür, dass u. a. eine Drehgenehmigung für den Moskauer Flughafen bestand, worüber das Flughafenpersonal sehr erstaunt war. Jedoch stieß das Produktionsteam auch wiederholt auf Probleme. Die Szene im Gorki-Park, bei der Konalis Gangster versuchen, Jones zu ermorden, führte zu einem Polizeieinsatz, da das Funkmikrofon von Michael Winslow den Polizeifunk störte. Die Polizisten kannten aber die vergangenen Police-Academy-Filme, so dass sie blieben und bei den weiteren Aufnahmen zuschauten.
Die Dreharbeiten fanden zudem u. a. während der russischen Verfassungskrise von 1993 statt, so dass das ganze Team an einem Drehtag im Hotel bleiben musste, weil Militär auf den Straßen war und geschossen wurde. Auch geriet das Filmteam in Kontrollen des Militärs und der Polizei. Erst Vorführungen von Michael Winslows Geräuschimitationskünsten sorgten dann dafür, dass sie glaubwürdig erschienen und weiterfahren konnten.
Teile des Films wurden mit großem Aufwand gedreht. So wurde die Ballett-Szene mit einem echten hochklassigen Ballett-Ensemble und rund 800 Statisten gedreht. Das Lied, das von Leslie Easterbrook alias Debbie Callahan in der Szene auf dem Boot gesungen wurde, war zuvor von ihr in einem Tonstudio aufgezeichnet worden.

## Veröffentlichung
In Deutschland erschien er am 16. Juni 1994 in den Kinos und war mit 478.473 Zuschauern relativ erfolgreich und erreichte einen 57. Platz in der Rangliste der meistgesehenen Kinofilme des Jahres 1994.
In den USA war er der mit Abstand am wenigsten erfolgreiche Film der Reihe und wurde nicht im Kino gezeigt, sondern lediglich am 26. August 1994 auf Video veröffentlicht. Er spielte nur 126.247 US-Dollar ein, während alle vorangegangenen Filme über 10 Mio. US-Dollar einnahmen.

## Unterschiede zu den Vorgängern
Der Film unterscheidet sich in zahlreichen n Details von seinen Vorgängern.
Zu erwähnen sind:
- Alle vorangegangenen Filme sind in jährlichem Abstand erschienen, während bis zu diesem Film fünf Jahre vergingen.
- Der Vorspann zeigt im Gegensatz zu allen anderen Filmen nicht mehr die Skyline der Stadt, in der Police Academy spielt. Der neue Vorspann zeigt nur noch das Police-Academy-Logo vor schwarzem Hintergrund.
- Die blaue Police-Academy-Schrift fehlt ebenso. Lediglich der Schriftzug „Police Academy“ erscheint noch in dieser Schrift. Der Rest des Vorspanns ist in einer moderneren Schrift gehalten.
- Eine weitere Veränderung im Erscheinungsbild ist, dass die Flagge der Academy die Grundfarbe rot hat. Bis zum sechsten Film war die Flagge immer blau. Im dritten Film war Rot gar die Farbe der gegnerischen Akademie von Commandant Mauser. Allerdings trägt das Flaggenbanner der Kosakenreiter im Abspann wieder die Farbe Blau.
- Der Film spielt in Moskau. Damit ist er der zweite Film, der außerhalb der unbenannten Stadt spielt, die Schauplatz aller sonstigen Filme ist. Der 5. Film spielte in Miami, der 4. Film enthält eine in England spielende Szene.
- Der Bösewicht wird erstmals klar von Anfang an benannt und ist zumindest halbwegs ernst zu nehmen.
- Zum ersten und einzigen Mal muss der Gegenspieler aus den Reihen der Polizei (wieder Thaddeus Harris) ohne Helfer auskommen.
- Die Bruce-Lee-Imitation samt Martial-Arts-Künsten, die von Larvell Jones in jedem Film seit Teil 2 präsentiert wurde, fehlt hier.
- Kein anderer Film stützt sich auf eine so kleine Kernmannschaft. Bei den früheren Filmen wurde die Vielfalt der Figuren oft dazu genutzt, die Handlung an verschiedenen Schauplätzen ablaufen zu lassen. In diesem Film führt die eingeschränkte Zahl der Personen dazu, dass einzelne Figuren vielfach komplett alleine agieren.
- Zum ersten Mal seit dem vierten Film ist die Polizeiausbildung wieder Bestandteil der Handlung, auch wenn diese für den weiteren Verlauf nicht von Bedeutung ist.
- Die Machart unterscheidet sich insofern deutlich von den Vorgängerfilmen, als die Gags sich eher an Kinder richten. Die ersten Police-Academy-Filme waren noch Teenagerfilme.
- Im englischen Originaltitel fehlt die Nummer 7.

## Synchronisation
Die deutsche Synchronisation des Films übernahm die Berliner Synchron GmbH Wenzel Lüdecke in Berlin, nach einem Dialogbuch und unter der Dialogregie von Arne Elsholtz.
| Rolle                        | Schauspieler        | Synchronsprecher        |
| Eric Lassard                 | George Gaynes       | Friedrich W. Bauschulte |
| Larvell Jones                | Michael Winslow     | Leon Boden              |
| Eugene Tackleberry           | David Graf          | Michael Nowka           |
| Debbie Callahan              | Leslie Easterbrook  | Monica Bielenstein      |
| Thaddeus Harris              | G. W. Bailey        | Jürgen Kluckert         |
| Alexandrei Nikolaivich Rakov | Christopher Lee     | Lothar Blumhagen        |
| Konstantine Konali           | Ron Perlman         | Jan Spitzer             |
| Katja Sergejewna (Katrina)   | Claire Forlani      | Judith Brandt           |
| Kyle Connors                 | Charlie Schlatter   | Gunnar Helm             |
| Adam Sharp                   | Richard Israel      | Santiago Ziesmer        |
| Lt. Talinsky                 | Gregg Berger        | Michael Walke           |
| Hoteljunge                   | Vladimir Dolinsky   | Roland Hemmo            |
| Ed (Nachrichtensprecher)     | Stuart Nisbet       | Alexander Herzog        |
| Jelzin                       | Alexander Skorokhod | Klaus Sonnenschein      |

## Kritik
Obwohl die ganze Serie nie bei den Kritikern Anklang fand und die Resonanz auf die Filme zunehmend katastrophal wurde, stellt dieser Film diesbezüglich den absoluten Tiefpunkt der Serie dar. Er belegte lange Zeit einen Platz auf der Liste der schlechtesten 100 Filme in der IMDb und wird mit lediglich 3,5 von 10 möglichen Punkten (Stand: 3. Juli 2025) deutlich schlechter bewertet als seine beiden Vorgänger. Derzeit belegt er Platz 70 auf der Liste. Auch bei Rotten Tomatoes finden sich bislang nur negative Kritiken (Stand: 30. Dezember 2019).

„Dem Film gelingt das Kunststück, seine Vorgänger an Einfallslosigkeit noch in den Schatten zu stellen.“

## Charaktere
→ Siehe auch: Police-Academy-Figuren
Der ehemals umfangreiche Satz von bekannten Figuren ist noch viel mehr als in den beiden Vorgängerfilmen massiv zusammengeschrumpft. So haben Hightower und Hooks die Serie verlassen. Auch Douglas Fackler und Max Kirkland, die im 6. Film noch einmal zurückgekehrt waren, erscheinen nicht mehr. Die zuvor zentrale Figur des Nick Lassard ist ebenso nicht mehr dabei. Captain Harris muss sich alleine durch den Film kämpfen, da sein treudoofer Assistent Proctor nicht mehr auftaucht. Auch Commissioner Hurst, der bis Teil 6 noch eine wichtige Nebenrolle spielte, ist nicht mehr zu sehen.
Daher sind lediglich fünf altbekannte Figuren noch dabei: Commandant Lassard, Larvell Jones, Eugene Tackleberry, Debbie Callahan und Thaddeus Harris.
Die Darstellungsweise der Figuren hat sich ebenso geändert. Harris ist nach wie vor unsympathisch, aber weniger als Gegenspieler inszeniert als in den vorangegangenen Filmen. Die Geräuschimitationen von Jones verfehlen im Gegensatz zu allen vorigen Filmen meist ihre Wirkung. Auch seine typischen Auftritte, wo er Leute mit diesen Imitationen aufheitert, fehlen fast vollständig. Tackleberry hat kaum noch Szenen, in denen er seine Waffenvernarrtheit wirklich konstruktiv einsetzt.
Es werden einige neue Figuren etabliert, die aber mangels Nachfolgefilmen nicht zu dem Kreis der wiederkehrenden Figuren stoßen konnten. Keine dieser Figuren ist beim geplanten Police-Academy-Film auf der vorläufigen Besetzungsliste zu finden.
Diese Figuren sind:
- Commandant Alexandrei Nikolaivich Rakov (Christopher Lee): Polizeichef von Moskau. Er ruft Lassard zu Hilfe, um Konali zu fassen
- Cadet Kyle Connors (Charlie Schlatter): Junger und smarter Kadett mit Computerkenntnissen und Höhenangst. Er will unbedingt Polizist werden, weil sein Vater und Großvater schon Polizisten gewesen seien (sein Urgroßvater allerdings ein Pferdedieb). Da er aber Höhenangst hat, scheitert er beim entsprechenden Test und landet nur durch Zufall bei dem Einsatz in Moskau. Er beginnt eine Romanze mit der russischen Polizistin Katrina.
- Lieutenant (Juri) Talinsky (Gregg Berger): Chef der Einheit für organisierte Kriminalität bei der Moskauer Polizei. Sein Vorname wird im Abspann nicht genannt, im Film aber gesagt.
- Sergeant Katrina (Claire Forlani): Attraktive Moskauer Polizistin, die Lassards Team als Übersetzerin und Fremdenführerin zugeordnet ist. Kyle Connors ist sofort verzaubert von ihr. Ihr Nachname wird undeutlich im Film gesagt und im Abspann nicht genannt. Als die amerikanischen Polizisten in Moskau ankommen,  wird Katrina in der deutschen Fassung als Sergeant „Katja Sergejewna“ vorgestellt, während ihr Vatersname in der Originalfassung verschluckt bzw. sehr undeutlich ausgesprochen wird.
- Zum ersten Mal in Police Academy gibt es einen klassischen Bösewicht, der auch von Anfang als solcher bekannt ist. Es handelt sich um den russischen Mafioso Konstantine Konali, der von Ron Perlman gespielt wird. Weiterhin gibt es auf der bösen Seite dessen Bruder Michael Konali (Valery Yaramenko). Für die Konali-Brüder arbeitet der amerikanische Programmierer Adam Sharp (Richard Israel), der selbst keine kriminellen Absichten hat, aber von Konali dazu gezwungen wird, die gefährliche zweite Version von The Game zu entwickeln.

## Verschiedenes
Der Umschlag mit einem Scheck, den die Polizisten Konali in einem Theater abnehmen, ist an eine wohltätige Organisation namens „Sunshine Kids“ gerichtet. Der Darsteller von Captain Harris, G. W. Bailey, ist seit 2001 in der Leitung der Sunshine Kids Foundation, einer Organisation für krebskranke Kinder. Bei dem Kuss zwischen Commander Eric Lassard und Commandant Alexandrei Nikolaivich Rakov als Begrüßungsritual, das sich am Ende des Films wiederholt, handelt es sich um einen sozialistischen Bruderkuss.